# Cairo Open 1978 - Doppio
Il doppio del torneo di tennis Cairo Open 1978, facente parte della categoria Grand Prix, ha avuto come vincitori Ismail El Shafei e Brian Fairlie che hanno battuto in finale Lito Álvarez e George Hardie con il punteggio di 6–3, 7–5, 6–2.

## Teste di serie
1. Ismail El Shafei /  Brian Fairlie (campioni)

1. Jürgen Fassbender /  Sashi Menon (primo turno)

## Tabellone

### Legenda
| - Q = Qualificato - WC = Wild card - LL = Lucky loser | - ALT = Alternate - SE = Special Exempt - PR = Protected Ranking | - w/o = Walkover - r = Ritirato - d = Squalificato |

|  | Primo turno                          | Primo turno                          | Primo turno                          | Primo turno                          | Primo turno |  |  | Semifinali                     | Semifinali                     | Semifinali                     | Semifinali                     | Semifinali                 |                            |   | Finale                         | Finale                         | Finale                         | Finale                         | Finale          | Finale          | Finale          |  |
|  |                                      |                                      |                                      |                                      |             |  |  |                                |                                |                                |                                |                            |                            |   |                                |                                |                                |                                |                 |                 |                 |  |
|  | 1                                    | Ismail El Shafei Brian Fairlie       | Ismail El Shafei Brian Fairlie       | 6                                    | 6           |  |  |                                |                                |                                |                                |                            |                            |   |                                |                                |                                |                                |                 |                 |                 |  |
|  |                                      | Frank Gebert Kjell Johansson         | Frank Gebert Kjell Johansson         | 2                                    | 4           |  |  | Ismail El Shafei Brian Fairlie | Ismail El Shafei Brian Fairlie | Ismail El Shafei Brian Fairlie | Ismail El Shafei Brian Fairlie | w/o                        |                            |   |                                |                                |                                |                                |                 |                 |                 |  |
|  | Éric Deblicker Georges Goven         | Éric Deblicker Georges Goven         | Éric Deblicker Georges Goven         | 7                                    | 6           |  |  | Éric Deblicker Georges Goven   | Éric Deblicker Georges Goven   | Éric Deblicker Georges Goven   | Éric Deblicker Georges Goven   |                            |                            |   |                                |                                |                                |                                |                 |                 |                 |  |
|  | P Dominguez F Jauffret               | P Dominguez F Jauffret               | P Dominguez F Jauffret               | 5                                    | 3           |  |  |                                |                                |                                |                                |                            |                            |   | Ismail El Shafei Brian Fairlie | Ismail El Shafei Brian Fairlie | Ismail El Shafei Brian Fairlie | Ismail El Shafei Brian Fairlie | 6               | 7               | 6               |  |
|  | Lito Álvarez George Hardie           | Lito Álvarez George Hardie           | Lito Álvarez George Hardie           | Lito Álvarez George Hardie           | 2           |  |  |                                |                                | Lito Álvarez George Hardie     | Lito Álvarez George Hardie     | Lito Álvarez George Hardie | Lito Álvarez George Hardie | 3 | 5                              | 2                              |                                |                                |                 |                 |                 |  |
|  | Jean-François Caujolle José Higueras | Jean-François Caujolle José Higueras | Jean-François Caujolle José Higueras | Jean-François Caujolle José Higueras | 0r          |  |  | Lito Álvarez George Hardie     | Lito Álvarez George Hardie     | Lito Álvarez George Hardie     | 6                              | 6                          |                            |   |                                |                                |                                |                                |                 |                 |                 |  |
|  |                                      | Robin Drysdale Nikki Spear           | 6                                    | 3                                    | 8           |  |  | Robin Drysdale Nikki Spear     | Robin Drysdale Nikki Spear     | Robin Drysdale Nikki Spear     | 4                              | 2                          |                            |   |                                |                                |                                |                                |                 |                 |                 |  |
|  | 2                                    | J Fassbender Sashi Menon             | 3                                    | 6                                    | 6           |  |  |                                |                                |                                |                                |                            |                            |   | Finale 3º posto                | Finale 3º posto                | Finale 3º posto                | Finale 3º posto                | Finale 3º posto | Finale 3º posto | Finale 3º posto |  |
|  |                                      |                                      |                                      |                                      |             |  |  |                                |                                |                                |                                |                            |                            |   |                                |                                |                                |                                |                 |                 |                 |  |
|  |                                      |                                      |                                      |                                      |             |  |  |                                |                                |                                |                                |                            |                            |   | Ismail El Shafei Brian Fairlie | Ismail El Shafei Brian Fairlie | Ismail El Shafei Brian Fairlie | Ismail El Shafei Brian Fairlie | 6               | 7               | 6               |  |
|  |                                      |                                      |                                      |                                      |             |  |  |                                |                                |                                |                                |                            |                            |   | Lito Álvarez George Hardie     | Lito Álvarez George Hardie     | Lito Álvarez George Hardie     | Lito Álvarez George Hardie     | 3               | 5               | 2               |  |